# Brigid Guinness
Lady Brigid Katharine Rachel Guinness (Londra, 30 luglio 1920 – Albury, 8 marzo 1995) è stata una nobildonna britannica, discendente della famiglia irlandese Guinness.

## Biografia
Era la figlia più giovane di Rupert Guinness, II conte di Iveagh, e di sua moglie, Gwendolen Onslow. Era un membro della famiglia Guinness, una famiglia protestante irlandese nota per le loro realizzazioni nella produzione della birra, banche, politica e diplomazia.

## Matrimoni

### Primo Matrimonio
Durante la seconda guerra mondiale, ha servito come infermiera ausiliaria, dove ha incontrato il suo futuro marito, il principe Federico di Prussia, rimasto ferito in un incidente.
Il matrimonio venne celebrato il 30 luglio 1945 a Little Hadham, nel Hertfordshire. Ebbero cinque figli:
- Principe Frederick Nicholas (in tedesco, Friedrich Nikolaus, 3 maggio 1946), ha sposato Victoria Lucinda Mancroft, ed ha avuto figli:
  - Beatrice Victoria von Preußen (10 febbraio 1981)
  - Florence Jessica von Preußen (28 luglio 1983)
  - Augusta Lily von Preußen (15 dicembre 1986)
  - Frederick Nicholas Stormont von Preußen (11 giugno 1990)
- Principe William Andrew (in tedesco, Wilhelm Andreas, 14 novembre 1947), ha sposato Alexandra Blahová, ed ha avuto figli:
  - Tatiana Brigid Honor von Preußen (16 ottobre 1980)
  - Friedrich Alexander von Preußen (28 novembre 1984)
- Principessa Victoria Marina Cecilie (in tedesco, Viktoria Marina Cecilie, 22 febbraio 1952), ha sposato Philippe Alphonse Achache, ed ha avuto figli:
  - George Jean Achache (8 giugno 1980)
  - Francis Maximilian Frederick Achache (30 aprile 1982)
- Principe Rupert Alexander Frederick (in tedesco, Rupprecht Alexander Friedrich, 28 aprile 1955), ha sposato Ziba Rastegar-Javaheri (12 dicembre 1954), ed ha avuto figli:
  - Brigid Elizabeth Soraya von Preußen (24 dicembre 1983)
  - Astrid Katherine Rabeéh von Preußen (16 aprile 1985)
- Principessa Antonia Elizabeth Brigid Louise (in tedesco, Antonia Elisabeth Birgitta Luise, 28 aprile 1955), ha sposato Charles Wellesley, IX duca di Wellington ed ha avuto figli.

### Secondo Matrimonio
Sposò, il 3 giugno 1967, il maggiore Anthony Patrick Ness (1914-1993), figlio di Gordon Stuart Ness e di sua moglie, Gladys Frances May. Non ebbero figli.

## Titoli e stili
- 30 luglio 1920 - 7 ottobre 1927: Brigid Guinness
- 7 ottobre 1927 - 30 luglio 1945: Lady Brigid Guinness
- 30 luglio 1945 - 3 giugno 1967: Sua Altezza Reale la Principessa Federico di Prussia
- 3 giugno 1967 - 8 marzo 1995: Lady Brigid Ness